# Aliomar Baleeiro
Aliomar de Andrade Baleeiro GCIH (Salvador, 5 de maio de 1905 – Rio de Janeiro, 3 de março de 1978) foi um jornalista, advogado, professor, jurisconsulto e político brasileiro. Foi deputado federal pela Bahia e pela Guanabara, além de ministro do Supremo Tribunal Federal, tendo presidido a corte de 1971 a 1973.
Pertenceu à Academia Brasiliense de Letras.

## Dados biográficos

### Jornalismo e advocacia
Filho de Arnaldo Baleeiro e Maria Isaura Andrade Baleeiro. Neto de jornalista, iniciou sua vida profissional em 1921, ano em que ingressou na Universidade Federal da Bahia, onde se graduou em Direito em 1925. Antes de ingressar na advocacia, trabalhou em jornais como A Imprensa, O Imparcial, e A Tarde e uma vez causídico trabalhou ao lado de Luís Viana Filho. Com a Revolução de 1930, aproximou-se de Juracy Magalhães e posteriormente foi diretor (1933-1935) de O Estado da Bahia.

### Carreira política
Sob a liderança de Juracy Magalhães, ingressou no regionalista PSD (partido homônimo ao surgido em 1945), foi eleito deputado estadual pela Bahia no ano de 1934 e ajudou a elaborar da Constituição estadual. Teve o mandato extinto em 1937 pelo Estado Novo e durante a Segunda Guerra Mundial foi professor da Universidade Federal da Bahia.
Com a queda de Getúlio Vargas em 1945 e a convocação de eleições, ingressou na UDN foi eleito deputado federal e participou da elaboração da Constituição de 1946. Reeleito em 1950 e 1954, foi secretário-geral do partido e integrante da chamada Banda de música da UDN. Suplente de deputado federal após as eleições de 1958, foi nomeado Secretário de Fazenda no ano seguinte por Juracy Magalhães que se elegera governador da Bahia.
Transferindo seu domicílio eleitoral à Guanabara, foi eleito deputado estadual constituinte em 1960 e deputado federal em 1962. Inicialmente foi a favor da instauração do Regime Militar de 1964 mediante a deposição do presidente João Goulart. Depois, afastou-se do regime e criticou com veemência as cassações empreendidas pelo Ato Institucional Número Um, embora tenha votado em Humberto de Alencar Castelo Branco na eleição presidencial indireta de 1964.

### Ministro do STF
Renunciou ao mandato em 25 de novembro de 1965 para ocupar uma cadeira no Supremo Tribunal Federal após indicação do presidente Castelo Branco numa das cinco vagas criadas pelo Ato Institucional Número Dois e em seu lugar foi efetivado Aguinaldo Costa. Foi presidente da corte ente 1971 e 1973, aposentando-se em 1975.
A 25 de Julho de 1972 foi agraciado com a Grã-Cruz da Ordem do Infante D. Henrique de Portugal.
Na academia jurídica, destacam-se suas obras sobre Direito Tributário.
Em sua homenagem existe em Salvador a Avenida Aliomar Baleeiro, conhecida como Estrada Velha do Aeroporto.